# Carlos Rodríguez Lafora
Carlos Rodríguez Lafora (Valencia, 10 de julio de 1884 - Paterna, 19 de abril de 1966) fue un ajedrecista y médico español.

## Biografía
Hermano de Gonzalo Rodríguez Lafora, trabajó como médico y cirujano. Fue uno de los ajedrecistas más fuertes de España a finales de los años 1920 y 1930. En 1921 ocupó el 3.º puesto en el torneo de ajedrez de Zaragoza. Partiendo de su colección de más de 18.000 finales escribió dos libros: Alfiles en casilla distinta color (1963) y Dos caballos en combate (1965). Fue árbitro internacional de la FIDE para composiciones de ajedrez desde 1960.
Lafora jugó con España en la Olimpiada de Ajedrez de Hamburgo de 1930.